# Fósforo negro
El fósforo negro es uno de los alótropos del fósforo. Fue preparado por primera vez por P. W. Bridgman al tratar el fósforo blanco a elevadas presiones (13 000 kg/cm³) a 200 °C. Es la forma más estable; es conductor de la electricidad. El fósforo en estado de vapor presenta moléculas tetraatómicas P4, con una estructura tetraédrica. La estructura consta de capas dobles, en donde cada átomo de P se encuentra enlazado con 3 vecinos. La distancia entre los átomos de P de la misma capa es de 2.33 Å, mientras que la distancia entre los átomos de P de capas sucesivas es de 3.59 Å.
Por encima de 1000 °C se encuentra ya parcialmente disociado en moléculas diatómicas. El fósforo en estado líquido se obtiene tanto como por condensación del vapor como por fusión de cualquiera de sus formas sólidas.
El fósforo negro tiene un gran potencial como semiconductor para aplicaciones electrónicas. Aunque ya se han encontrado otros nanomateriales con propiedades similares como el grafeno blanco.
El fósforo negro es un equivalente casi idéntico al grafeno y un candidato excelente para dar vida a una nueva era de componentes electrónicos. Como el grafeno, su mayor problema es lograr procesar la materia prima para obtener láminas a escala nanométricas. Avances de investigadores del Trinity College de Dublín proporcionó un nuevo método de fabricación de fósforo negro que asegura la creación de grandes cantidades, controlando el tamaño de las capas. De esta manera se pueden formar materiales para crear sensores de gas o reforzar materiales. Este nuevo método suelta el material en un solvente líquido, que tras esto es bombardeado con ondas acústicas que hacen vibrar el material, despegando las capas. Un punto negativo del fósforo negro es que estas capas se degradan rápidamente en contacto con agua u oxígeno. Por este motivo el fósforo negro puede ser mejor que el grafeno en muchas aplicaciones, gracias a una mayor brecha energética del material que favorece la creación de dispositivos eléctricos.